# Myxilla kerguelensis
Myxilla kerguelensis är en svampdjursart som först beskrevs av Jörn Hentschel 1914.  Myxilla kerguelensis ingår i släktet Myxilla och familjen Myxillidae.
Artens utbredningsområde är Kerguelen. Inga underarter finns listade i Catalogue of Life.